# Retrato de hombre (Lorenzo Lotto)
Retrato de hombre es una pintura al óleo sobre lienzo de 115 x 98 cm de Lorenzo Lotto, de hacia 1545 y conservada en la Pinacoteca de Brera de Milán. 

## Historia
La obra entró a Brera con el legado Oggioni, en 1855.
La datación se basa sobre motivos estilísticos y coloca la obra a mediados de los años cuarenta, junto a otros retratos de sobria compostura, como el Retrato de caballero anciano con guantes, también en Brera. Hay también una hipótesis que identifica al protagonista con Giovanni Taurini de Montepulciano, vicerregente de Ancona, que así pues trasladaría la datación a 1551, año de la llegada de Lotto a la ciudad de Las Marcas.

## Descripción y estilo
El hombre es representado a media figura sobre fondo neutro oscuro, con vestimenta negra y gorra del mismo color. Como es típico de la moda de la época lleva barba y bigote, en este caso rubios. La mano izquierda se cierra en torno a la empuñadura de un arma, mientras la diestra señala la esquina inferior izquierda, hacia un elemento ya no visible, probablemente un escudo de armas en el marco original perdido, que habría permitido seguramente identificar al retratado con mayor claridad. La actitud es plácida y estática.
Predominan los tonos oscuros, que resaltan, por contraste, los claros, como el rostro y las manos.